# Albano Portugal Durão
Albano Augusto de Portugal Durão ComA (Sertã, Sertã, 22 de Março de 1871 – Lisboa, 13 de Novembro de 1925). Foi um militar português que no final do século XIX e princípio do século XX se notabilizou nas campanhas africanas. Desempenhou, igualmente, cargos ministeriais de relevo.

## Biografia
Albano Portugal Durão assentou praça na Marinha como aspirante, em 1887. Optou pela carreira de oficial vindo a ser sucessivamente aspirante-marinheiro (1889), guarda-marinha (1890), tenente (1891), primeiro-tenente (1897) e, por último, capitão-tenente (1918). Portugal Durão foi administrador dos Transportes Marítimos do Estado e da Companhia da Zambézia, além de ter sido membro do Conselho Fiscal do Banco Industrial Português, director de Minas em Tete e inspector-geral da Zambeze Mining Company.
Casou com Guilhermina de Carvalho Leitão.
A 11 de Março de 1919, sendo capitão-tenente, Albano Durão foi feito Comendador da Ordem Militar de São Bento de Avis, por altos serviços militares.
Foi membro do Partido Republicano Português. Entrou na cena política como ministro da Agricultura do governo de Bernardino Machado, entre 4 e 18 de Maio de 1921, tendo-se preocupado em impor um modelo intervencionista no que concerne às trocas comerciais externas. Foi eleito deputado por Lisboa em julho seguinte; em 1922, e manteve-se nessas funções até 1925, ano em que também assume a presidência da Câmara Municipal de Lisboa.
Regressou ao Governo como ministro das Finanças, entre 6 de Fevereiro e 26 de agosto de 1922, e de ministro dos Negócios Estrangeiros, entre 1 de Julho e 1 de Agosto de 1925, no governo de António Maria da Silva. À frente do Ministério das Finanças, apresentou um projecto de decreto-lei que procurava garantir maiores receitas através do aumento dos impostos directos, o que levou à oposição unânime dos sectores mais conservadores. Aumentou  contribuição industrial de sete por cento para 10 por cento, o que levou a Associação Industrial Portuguesa a assumir uma posição frontal contra a política fiscal do seu ministério. Durante a sua tutela, também se publicou o decreto que obrigava os exportadores a entregar as cambiais às entidades bancárias, reservando-se o Estado metade das mesmas.
Foi nomeado alto-comissário em Angola, em 1924, mas não chegou a tomar posse do cargo, quedando-se, ao nível das funções de missão, por exercer o lugar de vogal da Comissão Executiva da Conferência da Paz.
Tem uma Rua com o seu nome em Lisboa.